# Rockamovya
 (mais 2020).
 (mai 2020).
Si vous disposez d'ouvrages ou d'articles de référence ou si vous connaissez des sites web de qualité traitant du thème abordé ici, merci de compléter l'article en donnant les références utiles à sa vérifiabilité et en les liant à la section « Notes et références ».
Rockamovya, est un groupe de reggae, ska, rocksteady et jazz, fondé en 2006 par les trois membres originaux du groupe de reggae californien Groundation, Harrison Stafford, Marcus Urani, Ryan Newman, le batteur jamaïcain Leroy "Horsemouth" Wallace et le guitariste jazz Will Bernard.

## Historique
Will Bernard jouait depuis plusieurs années avec Groundation à l'occasion de leur traditionnel Tribute to Bob Marley Tour, une tournée que le groupe effectue chaque année en Californie en février pour célébrer l'anniversaire de la naissance du roi du reggae et où il joue uniquement des morceaux de Marley. Horsemouth les avait rejoints pour la tournée de 2006. Un nouveau groupe est finalement né à la suite de ces nombreux concerts en la mémoire de Bob Marley, Rockamovya. Le nom vient d'Horsemouth. Rockamovya est un mot de patois jamaïcain qui veut montrer l'unité et la puissance de la musique. Leur premier album (éponyme) est sorti en juin 2008. Le son est très différent du travail de Groundation mais reste profondément enraciné dans le reggae et la musique populaire jamaïcaine[non neutre].

## Composition du Groupe
- Harrison Stafford (chant, guitare)
- Marcus Urani (piano, Rhodes, mélodica)
- Ryan Newman (basse)
- Leroy "Horsemouth" Wallace (batterie)
- Will Bernard (guitare jazz solo)

## Discographie
- 2008 : Rockamovya

1. Take the Night
2. Ya Better Rally
3. The Bounty
4. Warrior Sound
5. Battling Within
6. Red Rose
7. Coolin' I
8. Brown Fish Stew
9. Rock In Place
10. Horse Dance

- 2014 : "Rockamovya 2"

Le second opus de Rockamovya a été enregistré en 2013 pour une sortie initialement prévue en 2014. La parution  de l'album devait être accompagnée d'une tournée européenne. L'album n'est jamais sorti et à ce jour (2020) le projet semble avoir été abandonné.